# Spilogona dasyoomma
Spilogona dasyoomma är en tvåvingeart som beskrevs av Xue och Tong 2003. Spilogona dasyoomma ingår i släktet Spilogona och familjen husflugor. Inga underarter finns listade i Catalogue of Life.